# Anna Dorothea Filenia
Anna Dorothea Filenia, född 20 februari 1745 i Linköpings församling, Östergötlands län, död 23 mars 1797 i Linköpings församling, Östergötlands län, var en svensk författare.
Hon var släkt med syskonen Emanuel Swedenborg och tillfällesdiktaren Catharina Swedenborg och gift med domprosten och latindiktaren Samuel Älf i Linköping. Hon var verksam som diktare inom den så kallade tillfällespoesin.